# Ssi-ruukok
A ssi-ruukok (angolos írásmóddal egyes számban: Ssi-ruu, többes számban: Ssi-ruuk) a Csillagok háborúja elképzelt univerzumának egyik értelmes, hüllőszerű faja, akik a dinoszauruszokkal mutatnak hasonlóságokat.

## Leírásuk
A ssi-ruukok hüllőszerű értelmes lények, akik a Lwhekk nevű bolygóról származnak. Átlagmagasságuk 2 méter, néhányuk 2,2 méter magas is lehet; testtömegük 350 kilogramm. Bőrszínük nagyon változatos; lehet kék, vörös, aranysárga, sárga, zöld, barna vagy fekete; az egyedek helyét, rangját a bőrszín határozza meg. A bőrük igen vastag és szívós, a lövéseket és kisebb égéseket is kibírja. A pikkelyszínük alapján két alfajuk különböztethető meg: a kék pikkelyű (politikai pálya) és a vöröses pikkelyű (katonai pálya). Megjelenésben igen hasonlítanak a földi dromaeosauridákra (két lábon járó, óriás gyíkokra). Habár a hüllőkhöz sorolják be őket, e nép egyedei melegvérűek. A lábaik izmosak és erősek; gyors szaladásra képesek. A kezeiken három-három fogókarom ül, amik visszahúzhatók. A nagy és izmos farkuk segít az egyensúlytartásban, szükségesetben ütőfegyverként is használható. Az arcuk csőrszerű képződményben végződik. A szájukban éles fogak ülnek. A ssi-ruukok a kemény bőrük mellett nagyon erősek is; erejük felér egy kifejlett vuki erejével is.
Ragadozó életmódot folytatnak. Anyanyelvük a ssi-ruuvi nyelv, bár egymásközt inkább szagjelzésekkel kommunikálnak. Emiatt csak a tolmácsok és fordítók tanulják meg a galaktikus közös nyelvet. A szemük fekete és igen érzékeny a fényre; a szemet három szemhéjréteg védi. Általában 100-120 évig élhetnek.
Orrukban nyelvszerű, sötét színű, visszahúzható szagérzékelők vannak, amikkel megérzik a másik egyed stressz reakcióit.

## Történelmük
A faj számára a dominancia jelentős szereppel bír. A galaktikus polgárháború során a birodalom nagy részét elfoglalták. Egy speciális technológiával kiszívták az élőlények életerejét (főként a humanoidokét), és az így kinyert energiát használták fel droidjaik és egyéb gépezeteik működtetésére.
A kisebb méretű rokonaikat, a barna színű p’w’eckeket már évezredek óta rabszolgaként tartották; egészen addig, míg Lwothin felszabadította a népét.
Y. u. 4-ben megtámadták a Bakura nevű bolygót, de a Lázadók egy egysége Luke Skywalker vezetésével visszaverte az offenzívát.

## Megnevezett ssi-ruukok
- Yifaii – férfi; korai űrkutató
- Ivpikkis – férfi; admirális
- Keeramak – hímnős; mutáns egyed
- Firwirrung – férfi; kísérletező
- Sh'tk'ith – férfi; kísérletező

## Megjelenésük a könyvekben, képregényekben, videójátékokban
A ssi-ruukokról a „The Truce At Bakura” című regényben olvashatunk először. Azóta több könyvben, képregényekben és videójátékokban is megjelentek.

## Fordítás
- Ez a szócikk részben vagy egészben a Ssi-ruu című Wookieepedia-szócikk fordítása. Az eredeti cikk szerkesztőit annak laptörténete sorolja fel.